# ミッテンプンクト

赤い線はマンダール楕円（その中心はミッテンプンクト）。青い線は傍心三角形の類似中線。緑の線は中界線、ナーゲル点で交わる。

幾何学において、ミッテンプンクト（英: Mittenpunkt）または類外心とは三角形のユークリッド変換について不変である三角形の中心である。ドイツ語で中間点（middle point）を意味する言葉に由来する。1836年、ナーゲルによって傍心三角形の類似重心であることが発見された。

## 座標
ミッテンプンクトの三線座標は次の式で与えられる。
{\displaystyle (b+c-a):(c+a-b):(a+b-c)}
{\displaystyle =\cot {\frac {A}{2}}:\cot {\frac {B}{2}}:\cot {\frac {C}{2}}}
{\displaystyle =\csc A+\cot A:\csc B+\cot B:\csc C+\cot C}
ここで a, b, cは三角形の各辺の長さで、 A, B, Cは角の大きさである。
重心座標では次の様に与えられる 。
{\displaystyle a(b+c-a):b(c+a-b):c(a+b-c)=(1+\cos A):(1+\cos B):(1+\cos C)}

## 性質
- 3つの傍心三角形の類似中線はミッテンプンクトで交わる。したがってミッテンプンクトは傍心三角形と中点三角形の配景の中心である。その配景の軸はジェルゴンヌ点の三線極線、ジェルゴンヌ線である[5][6]。
- ミッテンプンクトは重心とジェルゴンヌ点を結ぶ直線、内心と類似重心を結ぶ直線、垂心とシュピーカー中心を結ぶ直線の交点である[7]。
- ミッテンプンクトは、マンダール楕円（英語版）、つまり傍接円と対応する辺の接点で辺に接する楕円の中心である。
- 中点三角形のジェルゴンヌ点である[8]。

## 等角共役点
ミッテンプンクトの等角共役は Encyclopedia of Triangle Centers にX(57)として登録されており、以下のような性質を持つ。
- 傍心三角形と接触三角形の相似中心である[1][10]。
- OI線、重心とジェルゴンヌ点を結ぶ直線上にある。

三線座標は以下の式で与えられる。
{\displaystyle {\frac {1}{b+c-a}}:{\frac {1}{c+a-b}}:{\frac {1}{a+b-c}}}